# قلعه رودبار
قلعه رودبار مربوط به دوره قاجار است و در شهرستان بستک، بخش مرکزی، دهستان دهستان دهتل روستای رودبار واقع شده و این اثر در تاریخ ۱۲ شهریور ۱۳۸۶ با شمارهٔ ثبت ۱۹۴۵۵ به‌عنوان یکی از آثار ملی ایران به ثبت رسیده است.